# Uriel da Costa
Uriel (eller Gabriel) da Costa/Acosta, född 1585 i Porto och död 1640 i Amsterdam, var en portugisisk-nedrländsk religionsfilosof.

## Biografi
da Costas tvivel på den katolskt-jesuitiska trosläran förde honom till judendomen, till vilken han anslöt sig i Amsterdam, dit han flytt från Portugal med moder och bröder. Han råkade emellertid i strid med ortodoxin, blev flerfaldiga gånger bannlyst och begick slutligen självmord. Hans självbiografi Exemplar humanæ vitæ utgavs av Ph. Liborch 1687 och Volkmann 1893.
Uriel da Costa är huvudperson i en novell Der Sadduzäer von Amsterdam (1834) och i en tragedi Uriel Acosta (1847) av Karl Gutzkow.
Hans skrifter utgavs av C. Gebhardt 1922.